# Ronde van Nieuw-Frankrijk
De Ronde van Nieuw-Frankrijk (Frans: Tour de la Nouvelle-France) was een meerdaagse wielerwedstrijd in de Canadese provincie Quebec. De wedstrijd is slechts twee keer verreden als profkoers. Beide edities werden gewonnen door de Belg Guido Reybrouck.

## Naam en geschiedenis
De Ronde van Nieuw-Frankrijk werd in 1967 voor het eerst georganiseerd als amateurwedstrijd in het kader van de wereldtentoonstelling Expo 67 in Montreal. De naam kwam van de voormalige Franse kolonie Nieuw-Frankrijk, waartoe het huidige Quebec had gehoord. De ronde werd verreden in juli en telde dertien etappes. Na drie edities werd de Ronde van Nieuw-Frankrijk in 1970 niet georganiseerd, maar in 1971 keerde de wedstrijd terug als ronde voor professionals, ditmaal als vijfdaagse wedstrijd in september. Ook de tweede profeditie in 1972 duurde vijf dagen en deze telde mee voor het regelmatigheidsklassement Super Prestige Pernod. Na twee jaar hield de wedstrijd in z'n geheel op te bestaan.

## Meervoudige winnaar
| Overwinningen | Renner          | Land   | Jaren      |
| ------------- | --------------- | ------ | ---------- |
| 2             | Guido Reybrouck | België | 1971, 1972 |

## Overwinningen per land
| Overwinningen | Land   |
| ------------- | ------ |
| 2             | België |